# Архиепархия Киншасы
Архиепархия Киншасы (лат. Archidioecesis Kinshasana) — архиепархия Римско-Католической церкви с центром в городе Киншаса, столице Демократической Республике Конго. В митрополию Киншасы входят епархии Бомы, Идиофы, Кенге, Киквита, Кисанту, Матади и Попокабаки. Архиепархия охватывает весь город Киншасу. Кафедральным собором архиепархии Киншасы является Кафедральный собор Пресвятой Богородицы Конго. С 1 ноября 2018 года архиепископ Киншасы — кардинал Фридолин Амбонго Безунгу.

## История
Святой Престол учредил Миссию Sui iuris в Свободном государстве Конго 22 ноября 1886 года, передав территорию от Апостольской префектуры Нижнего Конго (ныне — архиепархия Луанды) и Апостольского викариата Обеих Гвиней (ныне — архиепархия Либревиля).
11 мая 1888 года Миссия Sui iuris была возведена в ранг Апостольского викариата.
3 апреля 1919 года по бреве Quae Catholico nomini Папы Бенедикта XV передал часть своей территории в пользу учреждения Апостольского викариата Нового Антверпена (в настоящее время — епархия Лисалы) и одновременно взял себе название Апостольского викариата Леопольдвиля.
Позднее несколько раз передавал другие территории в пользу учреждения или расширение нового церковного округа, а именно:
- 26 февраля 1934 года передал часть своей территории в пользу учреждения апостольского викариата Лулу и Центральной Катанги (ныне — епархия Камины) и учреждения Апостольского викариата Бомы (сегодня — епархия);
- 14 июня 1951 года передал часть своей территории в пользу учреждения Апостольской префектуры Коле (сегодня — епархия);
- 29 июня 1953 года передал часть своей территории в пользу учреждения Апостольского викариата Инонго (сегодня — епархия).

10 ноября 1959 года Апостольский викариат был возведён в ранг митрополии буллой Cum parvulum Папы Иоанна XXIII.
30 мая 1966 года митрополия взяла себе нынешнее название.

## Ординарии
- епископ Camille Van Ronslé, C.I.C.M. — (5 июня 1896 — 4 марта 1926);
- епископ Natale de Cleene, C.I.M. — (4 марта 1926 —  20 июля 1932);
- епископ Giorgio Six, C.I.C.M. — (26 февраля 1934 — 24 ноября 1952);
- архиепископ Félix Scalais, C.I.C.M. — (29 июня 1953 — 7 июля 1964);
- кардинал Жозеф Малула — (7 июля 1964 — 14 июня 1989);
- кардинал Фредерик Этсу-Нзаби-Бамунгваби, C.I.C.M. — (7 июля 1990 — 6 января 2007);
- кардинал Лоран Монсенгво Пасиня — (6 декабря 2007 — 1 ноября 2018);
- кардинал Фридолин Амбонго Безунгу — (1 ноября 2018 — по настоящее время).

## Суффраганные диоцезы
- Диоцез Бомы;
- Диоцез Идиофы;
- Диоцез Кенге;
- Диоцез Киквита;
- Диоцез Кисанту;
- Диоцез Матади;
- Диоцез Попокабаки

## Источник
- Annuario Pontificio, Ватикан, 2007.